# Himavat

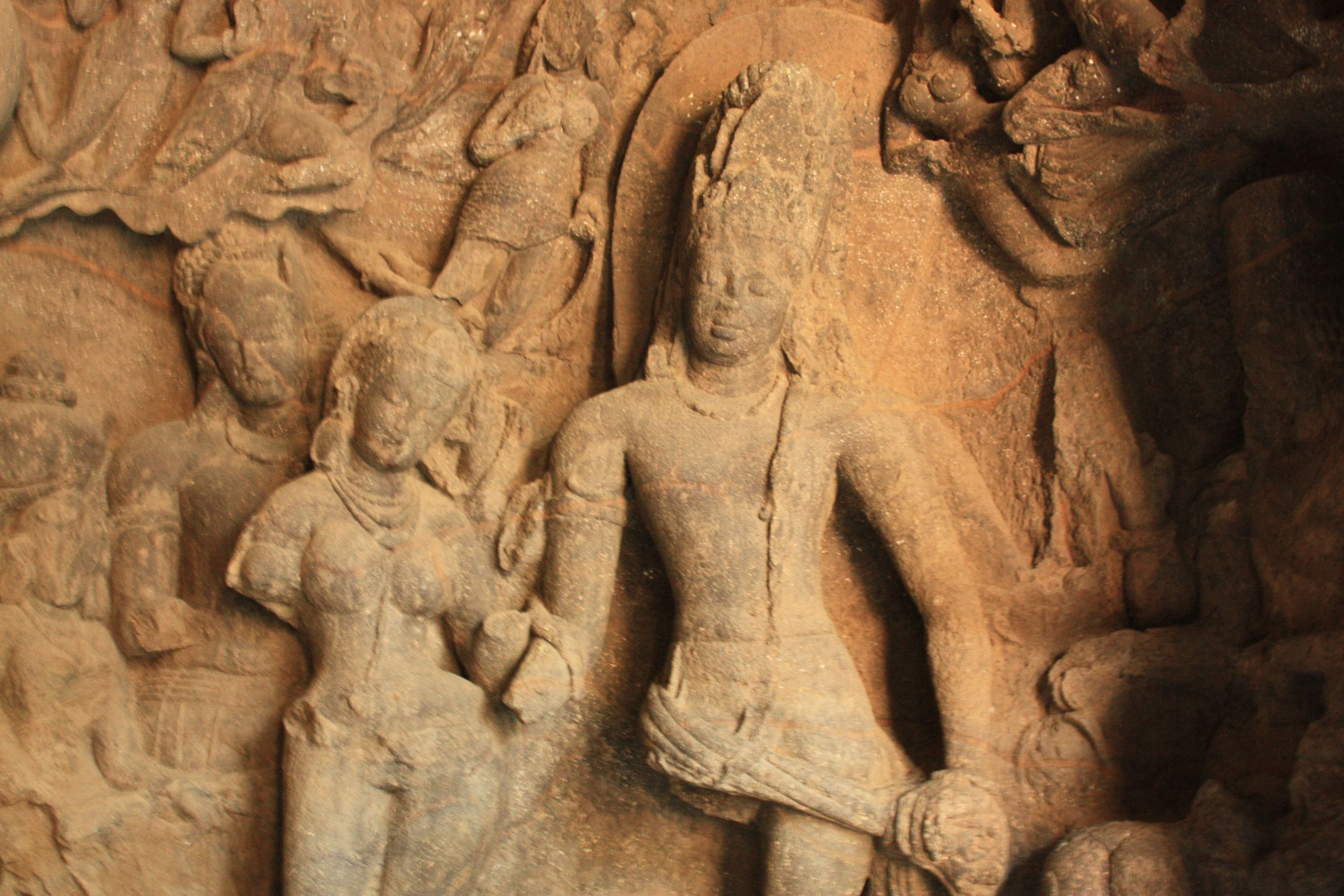
Elephanta – Hochzeit von Shiva und Parvati, hinter der ihr Vater Himavat steht

Himavat (Sanskrit: हिमवत्; deutsch: ‚viel Schnee‘, ‚viel Frost‘ oder ‚große Kälte‘) oder Himavaan bzw. Himaraaj ist im Hinduismus die göttliche Personifikation der Himalaya-Berge, die von vielen Hindus als Ursprung allen Lebens angesehen werden. Er ist der Gemahl von Mena, der Tochter von Meru, und Vater der Göttinnen Ganga und Parvati und damit letztlich auch der Schwiegervater Shivas.

## Textüberlieferungen
In den letzten neun Kapiteln des 7. Buchs des Devi Bhagavata diskutiert Parvati mit ihrem Vater über die universelle Form von Devi sowie über verschiedenen Formen des Yoga. Weitere Erwähnungen Himavats finden sich im Brahmanda Purana, den Kena-Upanishaden und im Mahabharata. Im Shiva Purana wird ausführlich über die Vorbereitungen der Hochzeit zwischen Shiva und Parvati berichtet, in denen natürlich auch der Schwiegervater, der anfänglich gegen diese Beziehung war, eine wichtige Rolle spielt.